# Avto Kopaliani
Pour l’homme politique géorgien, voir Karlo Kopaliani.
Pas d'image ? Cliquez ici

a Compétitions nationales et continentales officielles uniquement.

b Matchs officiels uniquement.
Dernière mise à jour le 19 septembre 2018.
Avto Kopaliani (en géorgien : ავთანდილ კოპალიანი), né le 13 juin 1982, est un joueur  géorgien de rugby à XV. Il joue en équipe de Géorgie entre 2003 et 2007, et évolue au poste de pilier (1,82 m pour 118 kg).

## Biographie
Il a disputé son premier match avec l'équipe de Géorgie le 6 septembre 2003 contre l'équipe d'Italie.

## Palmarès
- Champion de France de Pro D2 : 2005 (en 2005, il évoluait en Fédérale 1 !)

## Statistiques en équipe nationale
- 23 sélections en équipe de Géorgie depuis 2003
- 2 essais (10 points)
- Sélections par année : 3 en 2003, 1 en 2004, 2 en 2005, 9 en 2006, 8 en 2007